# Wschodnioniemiecka Formuła Easter
Wschodnioniemiecka Formuła Easter – rozgrywany w latach 1972–1990 cykl wyścigów według przepisów Formuły Easter. Seria, nazywana również klasą C9, zastąpiła Wschodnioniemiecką Formułę 3. Była rozgrywana w ramach Wyścigowych Mistrzostw NRD.

## Mistrzowie
| Sezon | Mistrz           | Zespół          | Samochód           |
| ----- | ---------------- | --------------- | ------------------ |
| 1972  | Heinz Melkus     | MC Post Dresden | Melkus 64-Wartburg |
| 1973  | Wolfgang Küther  | MC Dresden      | Wartburg Eigenbau  |
| 1974  | Wolfgang Krug    | MC Großenhain   | SEG III-Łada       |
| 1975  | Hartmut Thaßler  | MC Rackwitz     | HTS-Łada           |
| 1976  | Ulli Melkus      | MC Dresden      | HTS-Łada           |
| 1977  | Wolfgang Günther | MC Finsterwalde | SEG III-Łada       |
| 1978  | Heiner Lindner   | MC Leipzig      | MT 77-Łada         |
| 1979  | Heiner Lindner   | MC Leipzig      | MT 77-Łada         |
| 1980  | Ulli Melkus      | MC Dresden      | MT 77-Łada         |
| 1981  | Frieder Kramer   | MC Zwickau      | MT 77-Łada         |
| 1982  | Frieder Kramer   | MC Zwickau      | MT 77-Łada         |
| 1983  | Ulli Melkus      | MC Post Dresden | MT 77-Łada         |
| 1984  | Ulli Melkus      | MC Post Dresden | MT 77-Łada         |
| 1985  | Ulli Melkus      | MC Post Dresden | MT 77-Łada         |
| 1986  | Bernd Kasper     | MC Dresden      | MT 77-Łada         |
| 1987  | Bernd Kasper     | MC Dresden      | MT 77-Łada         |
| 1988  | Bernd Kasper     | MC Dresden      | MT 77-Łada         |
| 1989  | Bernd Kasper     | MC Dresden      | MT 77-Łada         |
| 1990  | Steffen Göpel    | MC Leipzig      | MT 77-Łada         |